# Krisdayanti
Krisdayanti (24 de marzo de 1975 en Batu, Java Oriental), es una popular cantante y actriz indonesia, aunque también se ha hecho conocer como KD. Su carrera como cantante empezó cuando era solo una niña, aproximadamente cuando tenía unos nueve años de edad, fue a esta edad cuando ella empezó a enfocarse en la música. Su primer álbum debut es Burung-Burung Malam, ya que a los 12 años de edad fue reconocida como una de las artistas más jóvenes del pop de su país, Además de ser uno de los iconos más exitosos en la industria musical indonesia, ha recibido varios premios, tanto dentro como fuera del país. Fue nombrada como una de las "10 artistas asiáticas más grandes" por Channel V en 2005. En el evento Premio Planet Muzik realizado en 2007 en Singapur, recibió un premio por su logro y dedicación en la industria de la música. También es una de las "99 mujeres más poderosas de Indonesia" en la edición de octubre de 2007 de la revista Globe Asia y "Los 50 mejores cantantes de Indonesia de todos los tiempos" en la edición de diciembre de 2010 de Rolling Stone.
En 2018 decidió dedicarse a la política dentro del Partido Democrático Indonesio de Lucha (PDIP) como candidata a ocupar una banca en el Parlamento de Indonesia.

## Discografía

### Álbumes
- Megaloman OST (1984)
- Burung-Burung Malam (1987)
- The Best of Cipta Pesona Bintang, James F. Sundah's Collections (1990)
- Asia Bagus (Pony Canyon, Singapore) (1993)
- Terserah (1995)
- Hanya Tuhan (1995)
- Cinta (1996)
- Kasih (1997)
- Demi Cinta (1998)
- Sayang (1998)
- Soundtrack Doaku Harapanku (1998)
- Buah Hati (1999)
- Menghitung Hari (1999)
- Mencintaimu (2000)
- Makin Aku Cinta (2001)
- Konser KD (2001)
- Menuju Terang (2002)
- Cahaya (2004)
- Kompilasi 3 Diva (Semua Jadi Satu) (2006)
- 10 Tahun Pertama (2006)
- Krisdayanti (2007)
- Selusin (2008)
- Dilanda Cinta (2009)
- Aku Wanita Biasa (2009)
- CTKD: Canda, Tangis, Ketawa, Duka (álbum a dueto con Siti Nurhaliza) (2009)
- Cintaku Kan Selalu Menemanimu (2011)
- Persembahan Ratu Cinta (2013)

### Síngles
- Krisdayanti (Pony Canyon, Japan) (1993)
- Abad 21 (1998)
- Doaku Harapanku (Doa) (1998)

## Filmografía

### Televisión
- None (TPI, 1993)
- Cemplon (SCTV, 1994)
- Saat Memberi Saat Menerima (RCTI, 1995)
- Istana Impian (RCTI, 1996)
- Abad 21 (Indosiar, 1997)
- Istri Pilihan (RCTI, 1997)
- Doaku Harapanku I (RCTI, 1998)
- Doaku Harapanku II (RCTI, 1999)
- Terpesona (Indosiar, 2000)
- Mencintaimu (SCTV, 2001)
- Doa dan Anugerah I (Indosiar, 2002)
- Doa dan Anugerah II (Indosiar, 2003)
- Mukjizat Allah (Indosiar, 2005)

### Cine
- Jatuh Cinta Lagi (2006)

## Publicidades
- Mustika Puteri (1991 - 1995)
- Hers Protex (1994)
- Hemaviton Action (1997 - 2007)
- McDonalds (1997 - 2000)
- Kirin (1999 - 2000)
- Marimas (2001)
- Tradia Peanuts (2003)
- Laxing (2005 - present)
- Indomie (2006 - 2007)
- Laxing Tea (2009)